# Бузаєв Володимир Микитович
Володи́мир Мики́тович Буза́єв (нар. 27 жовтня 1940, Чирчик, Ташкентська область, Узбекистан) — радянський і український волейбольний тренер. Головний тренер жіночих національної і молодіжної збірних України з волейболу, а також клубу «Сєвєродончанка». Заслужений тренер СРСР і України. Майстер спорту СРСР.
Тренерська кар'єра: «Орбіта» (Запоріжжя) (1971—72 — 1994—95, 1997—98 — 1998—99, 2002—03), «Емлакбанк» (Анкара, Туреччина) (1995—96 — 1996—97), «Гюшеш Сігорта» (Стамбул, Туреччина) (1999—00), «Гюшеш Сігорта-Вакіфбанк» (Стамбул, Туреччина) (2000—01 — 2001—02, 2003—04 — 2006—07). З 2007 року очолює ВК «Сєвєродончанка» (Сєвєродонецьк).
Досягнення в клубах: чемпіон України (2) (1993, 2009), срібний призер чемпіонату України (5) (1992, 1994, 1995, 1998, 2003), бронзовий призер чемпіонату СРСР (1) (1989), володар Кубка України (2) (1993, 2009), володар Кубка СРСР (2) (1985, 1988), чемпіон Туреччини (3) (1996, 2004, 2005), срібний призер чемпіонату Туреччини (4) (2000, 2001, 2002, 2006), володар Кубка ЄКВ (1) (1990), володар Кубка Виклику (1) (2004), учасник фіналу чотирьох Кубка ЄКВ (3) (1995 — 2-е місце, 1996 — 2-е місце, 2000 — 3-є місце), учасник фіналу чотирьох Ліги Чемпіонів (1) (2006 — 4-е місце)
Головний тренер національної і молодіжної збірних України. Як тренер: бронзовий призер чемпіонату Європи (1993) (у складі національної команди), срібний призер чемпіонату Європи (1993) (у складі молодіжної команди).